# 木内ギャラリー
木内ギャラリー（きうちギャラリー）は、千葉県市川市にある文化活動施設。この稿では木内重四郎の別邸として建てられた洋館と和館についても記す。

## 歴史
木内重四郎は、幼少期に郷里の芝山と東京を往復していた際に、国府台の風光明媚な地形に惹かれ、「ひとたび青雲の志しを得たならば千葉氏の後裔として恥ずかしくない邸宅を構えたい」と思い、商工局長時代から土地の購入を開始し、一万坪の広大な土地所有に至る。1912年（明治45年）から1914年（大正3年）にかけて、当時貴族院議員であった木内は、造園に至るまで自ら監修し、和洋館並列型の建物として竣工した。
第二次世界大戦中には歌人の斎藤茂吉が画家である平福百穂の長男、平福一郎とともに訪れたと歌の詞書に残されている。
第二次世界大戦後は、鹿島建設市川寮として使用されていた。
その後、1999年（平成11年）5月に土地取得の問題から取り壊され、マンションが建設されたが、不動産会社のサンウッドが、2004年（平成16年）に比較的保存状態の良好な洋館部分を、元の部材を生かしながら現在の場所に復元再築した。

## 建物
1914年（大正3年）一万坪を超える敷地に別邸として竣工し、1999年（平成12年）迄存在していた。
明治期の代表的な様式である和洋折衷様式で建築され、和館部分は住宅作家で1909年に清澄庭園の涼庭を手掛けた保岡勝也が設計、洋館部分は大蔵省臨時建築部にいた鹿島貞房により設計され、大工棟梁は島崎清太郎が担った。塔屋の屋根裏には棟札が残されていて、「明治四十五年六月起工、大正三年七月竣工」と記載され、両面に携わった職人の名前も多数残されていた。
木造2階建てで、和館は中庭を挟んだロの字型となっており、洋館は南北を軸とした一文字型で玄関、応接間、書斎、ベランダで構成され、玄関部分上部に3階塔屋を載せていた。外壁はレンガを基礎とし、ドイツ壁と呼ばれる淡い黄色の履き付けモルタル（ラフカスト）仕上げ、スレート瓦を拭いたコテージ風デザインである。
内部はセセッションという新しい時代様式のデザインが大部分を占めている。
鉄骨材が塔屋部分に使用され、須賀商会による上水道整備や水洗式衛生陶器の導入、立ち台所、吊り戸棚が使用されるなど、当時の先端技術が用いられていた。
約12メートルの塔屋は京成線からも見え、『京成電車沿線案内』の「市川鴻野臺（国府台）」の項に記載がある。
木内重四郎の次女登喜子と結婚した渋沢敬三の長男である渋沢雅英は、「木内邸は江戸川の流れを見下し、広い庭は芝で覆われ、市川の町からの車寄せに至る道はうっそうたる森であり、丘の下には広い農場もあった、玄関を入った突き当たりの壁には、モーリス・ドニの大作がかかっていて、庭に面したラウンジには登喜子をはじめとする重四郎の子供たちに月に一度、洋画を教えていた石川寅治による壁画で飾られており、山や森や湖など、西洋風の景色が、淡いブルーやうすい緑で描かれた美しい絵だった」と回想している。

## 文化活動施設（ギャラリー）
2004年に建物は市川市に寄付され、寄贈者の意向により当時の建築用式を公開し、文化活動施設として開放されている。
ギャラリー機能を持った施設として運営され、展覧会や演奏会などを開催することができる。
公式サイトでは、館内の写真が公開されている。
2023年（令和5年）現在は、公益財団法人市川市文化振興財団が指定管理者として運営している。

## アクセス
JR市川駅北口よりバス　松戸駅行きバス乗車「真間山下」徒歩5分